# Banys de la Mercè
Els Banys de la Mercè són un balneari del municipi de Campmany (Alt Empordà) protegit com a bé cultural d'interès local. Està situat al sud-oest del nucli urbà de la població de Campmany, a uns dos quilòmetres de distància al peu de la carretera N-II, dins del quilòmetre 775.

## Descripció
Conjunt format per les restes de l'edifici que acollia l'antic balneari, l'església de la Mercè, la font pudosa i un pont damunt del curs del riu Llobregat d'Empordà. L'edifici del balneari, completament transformat, acollia en planta baixa els menjadors, els salons, les instal·lacions hidroteràpiques i altres serveis. Es conserva l'estructura d'arcs i voltes d'aresta que configurava la galeria dels banys i un altre saló avui convertit en bar. Adossada a la façana de tramuntana de l'edifici hi ha l'església de la Mercè i, a la banda sud del conjunt arquitectònic, sota una arbreda heretada de l'antic balneari, la font pudosa. Es tracta d'una font integrada en un talús artificial, formada per una pica de pedra en forma de petxina oberta sostinguda per un peu helicoïdal. El brollador neix als peus d'un escut gravat a la part superior de la petxina. Damunt d'aquest escut destaca una placa gravada amb les propietats de l'aigua generada per la font, integrada dins d'un plafó d'obra amb el coronament motllurat. Acompanyen la font dos petits bancs d'obra correguts que delimiten l'espai per la part davantera. Per acabar, cal mencionar el pont, situat a la banda de ponent de l'edifici dels banys. Es tracta d'un pont força malmés format per una successió d'arcs rebaixats bastits amb maons, amb tallamars de planta triangular a la banda de tramuntana i semicirculars a la cara de migdia, tots ells de mides petites.

## Història
El centre termal de la Mercè es fundà l'any 1861 pel Comte de Darnius, Joan de Fivaller, després que l'any 1854 foren descobertes tres fonts sulfuroses: la de la Mare de Déu de la Mercè o font pudosa, d'aigua sulfurosa que brollava a 24 °C; la de Sant Rafael, d'aigua salina i sulfurosa, avui inexistent, i a una temperatura de 21 °C; i la font Rovellada, que actualment no brolla més, d'aigua ferruginosa de 18 °C.
L'edifici principal va ser bastit l'any 1887, sent propietari el duc d'Almenara Alata, i formava part d'un ambiciós projecte de bastir un gran balneari, mai realitzat.
Els serveis hidroterapèutics estaven situats a la planta baixa i incloïen 13 piles de bany on s'aplicaven diferents tractaments. També disposava d'una capella, actualment encara en peu, on feia missa cada dia de precepte.
L'any 1896 es realitzaren les primeres reformes per tal de renovar-lo i dotar-lo de certes comoditats. L'any 1932 l'edifici patí les destrosses provocades per un aiguat i fou reparat.
Durant la segona meitat del segle xix i fins a la Guerra Civil Espanyola (1936-1939) fou un dels balnearis més importants de la província de Girona, força concorregut per la burgesia d'aquella època. Durant la Guerra Civil, el balneari fou confiscat i destinat a acollir els refugiats de guerra. El 1939, tot just acabada la guerra civil, el balneari va deixar de funcionar com a tal i va ser ampliat i reformat per donar lloc a l'Hotel La Mercè Park. A finals de la dècada de 1990 va deixar de funcionar com a hotel obert al públic i actualment és un prostíbul.